# Norvégia az 1956. évi nyári olimpiai játékokon
Norvégia az ausztráliai Melbourne-ben és a svédországi Stockholmban megrendezett 1956. évi nyári olimpiai játékok egyik részt vevő nemzete volt. Az országot az olimpián 6 sportágban 22 sportoló képviselte, akik összesen 3 érmet szereztek.

## Érmesek
| Érem  | Versenyző      | Sportág  | Versenyszám          |
| ----- | -------------- | -------- | -------------------- |
| Arany | Egil Danielsen | Atlétika | Férfi gerelyhajítás  |
| Bronz | Audun Boysen   | Atlétika | Férfi 800 m          |
| Bronz | Ernst Larsen   | Atlétika | Férfi 3000 m akadály |

## Atlétika
Férfi
| Versenyző    | Versenyszám    | Előfutam | Előfutam | Negyeddöntő | Negyeddöntő | Elődöntő | Elődöntő | Döntő   | Döntő    |
| Versenyző    | Versenyszám    | Idő      | Hely.    | Idő         | Hely.       | Idő      | Hely.    | Idő     | Helyezés |
| ------------ | -------------- | -------- | -------- | ----------- | ----------- | -------- | -------- | ------- | -------- |
| Bjørn Nilsen | 100 m          | 11,0     | 6.       | kiesett     | kiesett     | kiesett  | kiesett  | kiesett | kiesett  |
| Bjørn Nilsen | 200 m          | 22,2     | 3.       | kiesett     | kiesett     | kiesett  | kiesett  | kiesett | kiesett  |
| Audun Boysen | 800 m          | 1:52,0   | 1.       |             | 1:50,0      | 2.       | 1:48,1   |         |          |
| Ernst Larsen | 3000 m akadály | 8:46,8   | 3.       |             |             |          |          | 8:44,0  |          |

| Versenyző       | Versenyszám   | Selejtező | Selejtező | Döntő    | Döntő    |
| Versenyző       | Versenyszám   | Eredmény  | Helyezés  | Eredmény | Helyezés |
| --------------- | ------------- | --------- | --------- | -------- | -------- |
| Sverre Strandli | Kalapácsvetés | 61,41 m   | 9.        | 63,05 m  | 11.      |
| Egil Danielsen  | Gerelyhajítás | 74,15 m   | 2.        | 85,71 m  |          |

## Birkózás
Kötöttfogású
| Versenyző      | Versenyszám | 1. forduló               | 1. forduló | 1. forduló | 2. forduló        | 2. forduló | 2. forduló | 3. forduló        | 3. forduló | 3. forduló | 4. forduló        | 4. forduló | 4. forduló | 5. forduló        | 5. forduló | 5. forduló | Döntő             | Döntő   | Döntő   | Helyezés    |
| Versenyző      | Versenyszám | Ellenfél Eredmény        | Pont       | Hely.      | Ellenfél Eredmény | Pont       | Hely.      | Ellenfél Eredmény | Pont       | Hely.      | Ellenfél Eredmény | Pont       | Hely.      | Ellenfél Eredmény | Pont       | Hely.      | Ellenfél Eredmény | Pont    | Hely.   | Helyezés    |
| -------------- | ----------- | ------------------------ | ---------- | ---------- | ----------------- | ---------- | ---------- | ----------------- | ---------- | ---------- | ----------------- | ---------- | ---------- | ----------------- | ---------- | ---------- | ----------------- | ------- | ------- | ----------- |
| Oddvar Vargset | 73 kg       | Mitko Petkov (BUL) · 0-3 | 3          | =8.        | visszalépett      | 3          | 11.        | kiesett           | kiesett    | kiesett    | kiesett           | kiesett    | kiesett    | kiesett           | kiesett    | kiesett    | kiesett           | kiesett | kiesett | helyezetlen |

## Kajak-kenu
Férfi
| Versenyző  | Versenyszám          | Előfutam | Előfutam | Döntő   | Döntő    |
| Versenyző  | Versenyszám          | Idő      | Hely.    | Idő     | Helyezés |
| ---------- | -------------------- | -------- | -------- | ------- | -------- |
| Knut Østby | Kajak egyes 1000 m   | 4:27,1   | 4.       | kiesett | kiesett  |
| Knut Østby | Kajak egyes 10 000 m |          |          | 51:28,2 | 8.       |

## Lovaglás
megjegyzés: A lovas versenyszámokat a svédországi Stockholmban rendezték meg a szigorú ausztrál állat-egészségügyi szabályok miatt.
Díjlovaglás
| Versenyző                                         | Ló                | Versenyszám | Döntő  | Döntő    |
| Versenyző                                         | Ló                | Versenyszám | Pont   | Helyezés |
| ------------------------------------------------- | ----------------- | ----------- | ------ | -------- |
| Else Christophersen                               | Diva              | Egyéni      | 739,0  | 13.      |
| Anne-Lise Kielland                                | Clary             | Egyéni      | 601,5  | 27.      |
| Bodil Russ                                        | Corona            | Egyéni      | 572,0  | 29.      |
| Else Christophersen Anne-Lise Kielland Bodil Russ | Diva Clary Corona | Csapat      | 1912,5 | 7.       |

Díjugratás
| Versenyző     | Ló    | Versenyszám | 1. forduló | 1. forduló | 2. forduló       | 2. forduló       | Összesen    | Összesen    |
| Versenyző     | Ló    | Versenyszám | Pont       | Hely.      | Pont             | Hely.            | Pont        | Helyezés    |
| ------------- | ----- | ----------- | ---------- | ---------- | ---------------- | ---------------- | ----------- | ----------- |
| Birck Elgaaen | Osira | Egyéni      | 108,50     | =49.       | nem állt rajthoz | nem állt rajthoz | helyezetlen | helyezetlen |

## Sportlövészet
Férfi
| Versenyző        | Versenyszám                               | Döntő | Döntő    |
| Versenyző        | Versenyszám                               | Pont  | Helyezés |
| ---------------- | ----------------------------------------- | ----- | -------- |
| Anker Hagen      | Sportpuska, fekvő                         | 596   | 13.      |
| Anker Hagen      | Sportpuska, összetett                     | 1124  | 30.      |
| Erling Kongshaug | Sportpuska, összetett                     | 1151  | 15.      |
| Erling Kongshaug | Sportpuska, fekvő                         | 598   | 7.       |
| Rolf Bergersen   | Futószarvas, egyes és dupla lövés (100 m) | 409   | 6.       |
| John Larsen      | Futószarvas, egyes és dupla lövés (100 m) | 390   | 8.       |
| Hans Aasnæs      | Trap                                      | 176   | 11.      |

## Vitorlázás
Nyílt
| Versenyző                                               | Versenyszám | Futam | Futam | Futam | Futam | Futam | Futam | Futam | Pontszám | Helyezés |
| Versenyző                                               | Versenyszám | 1     | 2     | 3     | 4     | 5     | 6     | 7     | Pontszám | Helyezés |
| ------------------------------------------------------- | ----------- | ----- | ----- | ----- | ----- | ----- | ----- | ----- | -------- | -------- |
| Halfdan Ditlev-Simonsen Jr. Odd Harsheim Peder Lunde    | 5,5 méteres | 1101  | 256   | 323   | 402   | 624   | (198) | 1101  | 3807     | 5.       |
| Bjørn Oscar Gulbrandsen Carl Otto Svae Thor Thorvaldsen | Sárkányhajó | 460   | 606   | 351   | 606   | 402   | (305) | 828   | 3253     | 7.       |